# Якшич, Дмитрий Николаевич
Ду́шан Я́кшич (серб. Душан Јакшић, в России был известен как Дмитрий Николаевич Якшич; 15 января 1875, село Српске Моравице, Горский Котар — 12 августа 1935, Сремские Карловцы) — протоиерей Сербской православной церкви, богослов, философ.

## Биография
Родился в 1875 году в семье сербского православного священника Горно-Карловацкой епархии, входившей на тот момент в состав в Австро-Венгрии.
Окончил классическую гимназию в Фиуме, один год учился в Карловацкой духовной семинарии. В 1893 году поступил в Киевскую духовную академию, где проучился два года и перешел в Петербургскую духовную академию, где обучался в 1896—1897 годы как стипендиат Священного Синода.
По окончании духовной академии со степенью кандидата богословия, слушал в течение двух семестров в 1897—1898 годы лекции на философском факультете Венского университета.
16 сентября 1898 года митрополитом Карловацким назначен профессором Карловацкой богословской школы, в которой в 1901 был рукоположен в священники.
В 1902 году принял русское подданство с именем Дмитрий и назначен священником церкви Святого Николая Чудотворца («Чернореченская») Николаевского православного братства в Санкт-Петербурге. Участвовал в заседаниях религиозно-философских собраний, выступал на них.
Состоял членом Петербургской комиссии при Священном Синоде по диалогу со старокатоликами. В 1904 году участвовал в VI международных старокатолическом конгрессе в Ольтене (Швейцария), на котором от имени митрополита Санкт-Петербургского и Ладожского Антония (Вадковского) и епископа Ямбургского Сергия (Страгородского), председателя Петербургской комиссии по вопросу единения, приветствовал конгресс. Священник Дмитрий Якшич заверил старокатоликов, что первоиерарх Русской Церкви, митрополит Антоний «взывает к Богу о соединении старокатоликов с нашею церковью и прочно уповает на то, что это единение со временем осуществится… надеется, что периодически созываемые старокатолические конгрессы послужат этому желаемому соединению».
В 1906 году переведён в качестве второго священника в церковь при посольстве России в Вене.
В 1908 году Венским университетом удостоен степени доктора философии.
В декабре 1911 года назначен настоятелем церкви при дипломатической миссии России в Дрездене с возведением в сан протоиерея. Окормлял русских православных верующих в Мариенбаде, Франценсбаде и Лейпциге.
В 1911 подал в Петербургскую духовную академию сочинение «Из церковной истории православных сербов. Переход православных сербов из Турции в Австро-Угрию в 1690 г. под руководством печского патриарха Арсения III Черноевича» для соискания степени магистра богословия. После допущения к защите в 1912 году напечатал её в Праге и 17 ноября 1913 года защитил в Духовной академии.
В 1913 году в качестве представителя Петербургской комиссии участвовал в IX международных старокатолическом конгрессе в Кёльне (Германия), где торжественно вручил утрехскому архиепископу Утрехтскому Герарду Гулю последний ответ Петербургской комиссии, указав на переданный им «ответ» указал, как «на доказательство того, насколько Русская Церковь и русские богословы стремятся к церковному единению со старокатоликами» и передал старокатолическому конгрессу приветствие от имени митрополита Санкт-Петербургского Владимира (Богоявленского).
После начала I мировой войны был арестован и интернирован у Саксонию. После освобождения уехал в Петроград.
25 ноября 1918 года зачислен научным сотрудником Российской публичной библиотеки. Работал в Рукописном отделении, а затем в Юридическом и Отделении общего каталога. В 1920 году привлекался к разбору книг на петрогроградских книжных складах. 22 октября 1924 года уволен из Библиотеки по сокращению штатов.
В том же году покинул СССР и выехал в Югославию, был профессором Духовной семинарии святого Саввы в Сремских Карловицах, безвозмездно исполняя пастырские обязанности для местной русской колонии во время отсутствия своего русского священника, был редактором «Вестника Сербской православной патриархии».
Протоиерей Душан Яакшич с семьёй проживал в погосте нынешнего Собора в Сремских Карловцах в старом здании Благодејанија, где также была и Русская церковь, принадлежавшая РПЦЗ. Прибыв из Санкт-Петербурга с самим цветом российского общества. Его другом и коллегой был Иустин (Попович). Епископ Николай (Велимирович) был частым гостем в доме Якшичей.. Дружил с Якшичами и митрополит Антоний (Храповицкий).
В мае 1930 обращался в Российскую публичную библиотеку с просьбой о присылке ему справки о работе в библиотеке.

## Публикации
- Взгляд профессора В. В. Болотова на старо-католицизм и римско-католицизм. — Санкт-Петербург : Nип. Глазунова, 1903. — 10 с.
- О нравственном достоинстве девства и брака по учению православной церкви. — Санкт-Петербург : Тип. Глазунова, 1903. — 35 с.
- VI Международный старокатолический конгресс. — Санкт-Петербург : Тип. М. Меркушева, 1904. — 11 с.
- Из церковной истории православных сербов конца XVII века : переход православных сербов из Турции в Австро-Угрию в 1690 г. под руководством печского патриарха Арсения III Черноевича. — Прага : Тип. «Политика», 1912. — XXXVI, 216 с.
- IX Международный старокатолический конгресс в Кельне // Церковный вестник 1913. — № 41;
- Речь пред защитой магистерской диссертации [под заглавием: «Из церковной истории православных сербов конца XVII в. Переход православных сербов из Турции в Австро-Угрию в 1690 г. под руководством печского патриарха Арсения III Черноевича». Прага 1812 г.] в С.-Петербургской духовной академии 17 ноября 1913 г. — Санкт-Петербург : Тип. М. Меркушева, 1913. — 7 с.
- Несколько слов о «Раконашах» в Крайне (Krain, Kranjsko) и об их языке : (по архивным данным). — [Петроград : б. и., 1922]. — 8 с.
- Живот и учење светог Јована Златоуста. — 2. поправљено изд. — Краљево : Епархијски управни одбор Епархије жичке, 2011 (Врњачка Бања : Интерклима-графика). — 278 стр.